# Erich Maas
Erich Maas (Prüm, 24 dicembre 1940) è un ex calciatore tedesco, di ruolo attaccante.

## Carriera

### Club
Ha giocato nel campionato tedesco e in quello francese.

### Nazionale
In Nazionale ha giocato 3 partite, una all'anno dal 1968 al 1970.

## Palmarès

### Club

#### Competizioni nazionali
- Campionato tedesco: 1

E. Braunschweig: 1966-1967
- Campionato francese: 1

Nantes: 1972-1973